# صحافة سياسية

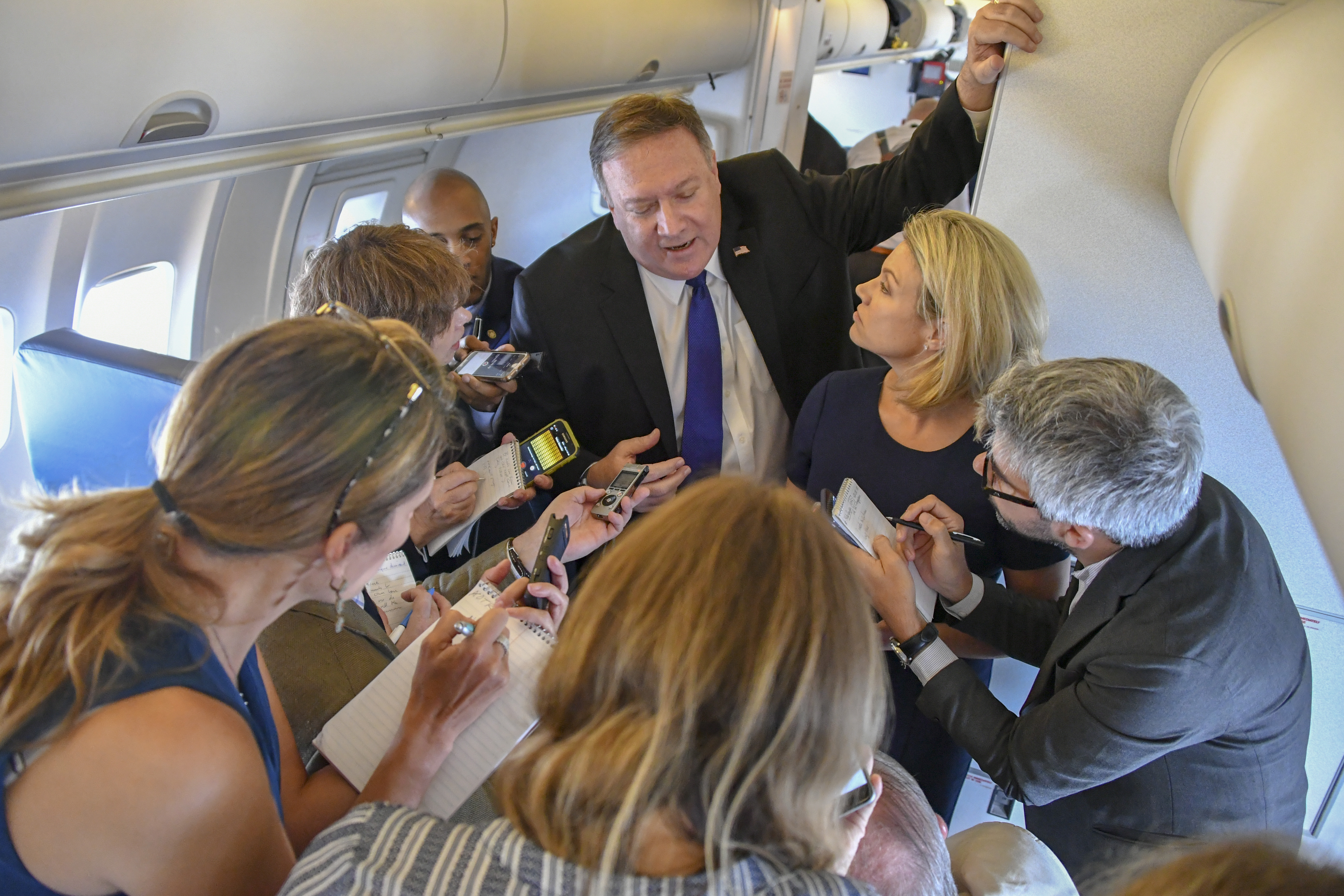

الصحافة السياسية هي فرع واسع النطاق من الصحافة يشمل تغطية جميع جوانب السياسة والعلوم السياسية، رغم إشارة هذا المصطلح عادةً بوجه خاص لتغطية الحكومات والسلطة السياسية المدنية.
والصحافة السياسية إحدى الموضوعات المتكررة في صحافة الرأي، حيث يتم تحليل الأحداث السياسية الحالية، وتفسيرها، ومناقشتها بواسطة الخبراء وكتّاب المقالات الصحفية في وسائل الإعلام الإخبارية.
ويحمل المصطلح أحيانًا دلالات سلبية. فنجد، على سبيل المثال، المواد الدعائية التي روجت للإصدار الأول للصحيفة البريطانية دايلي ميل تفتخر بأن «المقالات الرئيسية الأربعة، والصفحة الخاصة بالبرلمان، وأعمدة الخطابات» لن«تتضمنها الصحيفة».;

## الأنواع الفرعية
- صحافة الانتخابات أو الصحافة الانتخابية هي نوع فرعي من الصحافة السياسية يركز على التطورات المرتبطة بالحملات السياسية أو الانتخابات الوشيكة، ويحللها.[2] وهذا النوع الفرعي يستخدم الإحصائيات، والاقتراعات، والبيانات السابقة لتحليل فرص نجاح المرشح لمنصب ما أو تغير حجم حزب ما في الهيئة التشريعية.
- صحافة الدفاع أو الصحافة العسكرية هي نوع فرعي يركز على الحالة الحالية للقوات العسكرية، والمخابرات، وغير ذلك من الجهات الدفاعية الأخرى في أمة ما. ويتزايد الاهتمام بصحافة الدفاع أثناء الصراع العنيف الذي يلعب فيه القادة العسكريون الدور الرئيسي.